# نادين دوريس
نادين دوريس (بالإنجليزية: Nadine Dorries)‏ (و.21 مايو 1957-) سياسية بريطانية، وزيرة الدولة لشؤون الصحة في بريطانيا، في 10 مارس 2020، تم تشخيص إصابتها بمرض فيروس كورونا المستجد، وهي أول عضو في البرلمان البريطاني يصاب بهذا الفيروس.